# إينيغو رويز دي غالاريتا
إينيغو رويز دي غالاريتا (6 أغسطس 1993) هو لاعب كرة قدم إسباني، يلعب كلاعب خط وسط لأتلتيك بيلباو.

## مهنة النادي
ولد رويز في سان سيباستيان، غيبوثكوا، وانضم إلى نادي شباب أتلتيك بيلباو في عام 2003، ولعب أول مباراة له في الدوري الإسباني في 19 أغسطس 2012، أمام ريال بيتيس.

## مهنة دولية
بدأ اللعب مع منتخب إسبانيا تحت 17 عامًا، وظهر في مباريات ودية ضد البرتغال وجزر فارو ورومانيا، كما لعب مع منتخب إسبانيا تحت 18 عامًا، وتحت 19 عامًا.

## روابط خارجية
- إينيغو رويز دي غالاريتا على موقع الاتحاد الأوربي (الإنجليزية)
- إينيغو رويز دي غالاريتا على موقع قاعدة بيانات كرة القدم.إي يو (الإنجليزية)
- إينيغو رويز دي غالاريتا على موقع Soccerbase.com (لاعب) (الإنجليزية)
- إينيغو رويز دي غالاريتا على موقع Soccerway.com (الإنجليزية)